# Ollolai
Ollolai – miejscowość i gmina we Włoszech, w regionie Sardynia, w prowincji Nuoro.
Według danych na rok 2019 gminę zamieszkiwało 1245 osób, 46 os./km². Graniczy z Gavoi, Mamoiada, Olzai, Ovodda, Sarule i Teti.